# Acanthoscurria cordubensis
Acanthoscurria cordubensis là một loài nhện trong họ Theraphosidae.
Loài này thuộc chi Acanthoscurria. Acanthoscurria cordubensis được Tord Tamerlan Teodor Thorell miêu tả năm 1894.